# جان پل وایت
جان پل وایت (انگلیسی: John Paul White؛ زادهٔ ۴ اوت ۱۹۷۲) موسیقی‌دان اهل ایالات متحده آمریکا است. وی از سال ۲۰۰۸ میلادی تاکنون مشغول فعالیت بوده‌است.